# Derek Landy

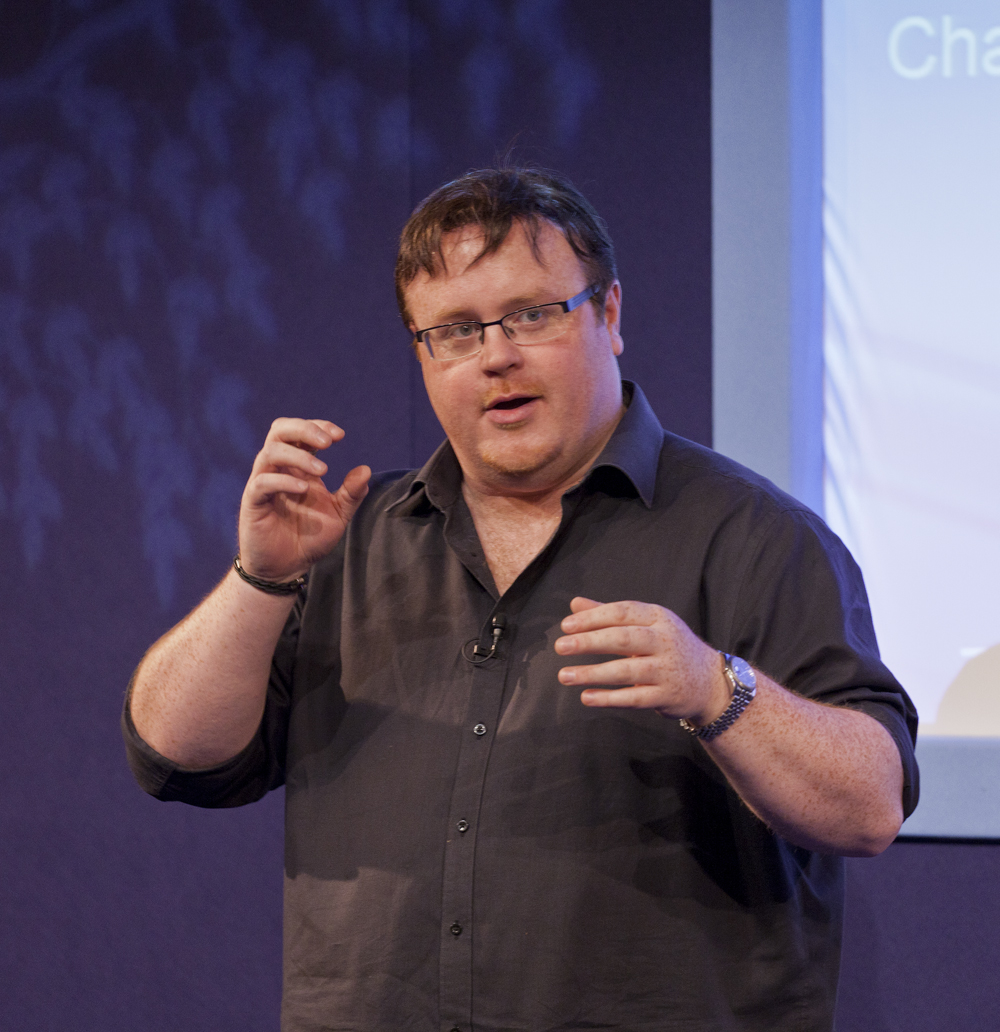
Derek Landy, Edinburgh, agosto 2011

Derek Landy (Lusk, 23 ottobre 1974) è uno scrittore e sceneggiatore irlandese.

## Biografia
Esordisce come sceneggiatore nel cinema scrivendo due sceneggiature molto fortunate che raccolgono segnalazioni a premi importanti.
Il film Dead Bodies riceve quattro nomination al premio IFTA, fra le quali quella come migliore sceneggiatura,  mentre  Boy Eats Girl con Samantha Mumba vince quattro premi IFTA. 
Si dedica quindi alla scrittura di Skulduggery Pleasant, una serie di romanzi il cui primo capitolo ottiene subito grande successo. L'editore Harper Collins, d'accordo con The Sunday Times, ha pagato un milione di euro per i diritti di pubblicazione. 
Curiosamente, Landy è anche cintura nera di kenpō e karate.

## Romanzi
- Skulduggery Pleasant (2007)
- Skulduggery Pleasant - Giocando col fuoco (2008)
- The Faceless Ones (inedito in Italia)
- Dark Days (inedito in Italia)
- Mortal Coil (inedito in Italia)
- Death Bringer (inedito in Italia)
- Kingdom of the Wicked (inedito in Italia)
- Last Stand of Dead Men (inedito in Italia)
- The Maleficent Seven (inedito in Italia)
- Armageddon outta here (inedito in Italia)
- The Dying of the Light (inedito in Italia)
- Doctor Who: The Mystery of the Haunted Cottage (inedito in Italia)

## Riconoscimenti
Il primo romanzo della serie di Skulduggery Pleasant ha vinto il Red House Children's Book Award, il Bolton Children's Book Award e lo Staffordshire Young Teen Fiction Award. Giocando col fuoco e The Faceless Ones, rispettivamente secondo e terzo capitolo della saga, si sono entrambi aggiudicati l'Irish Book Awards nella categoria Senior nel 2009 e nel 2010.